# 牛犊

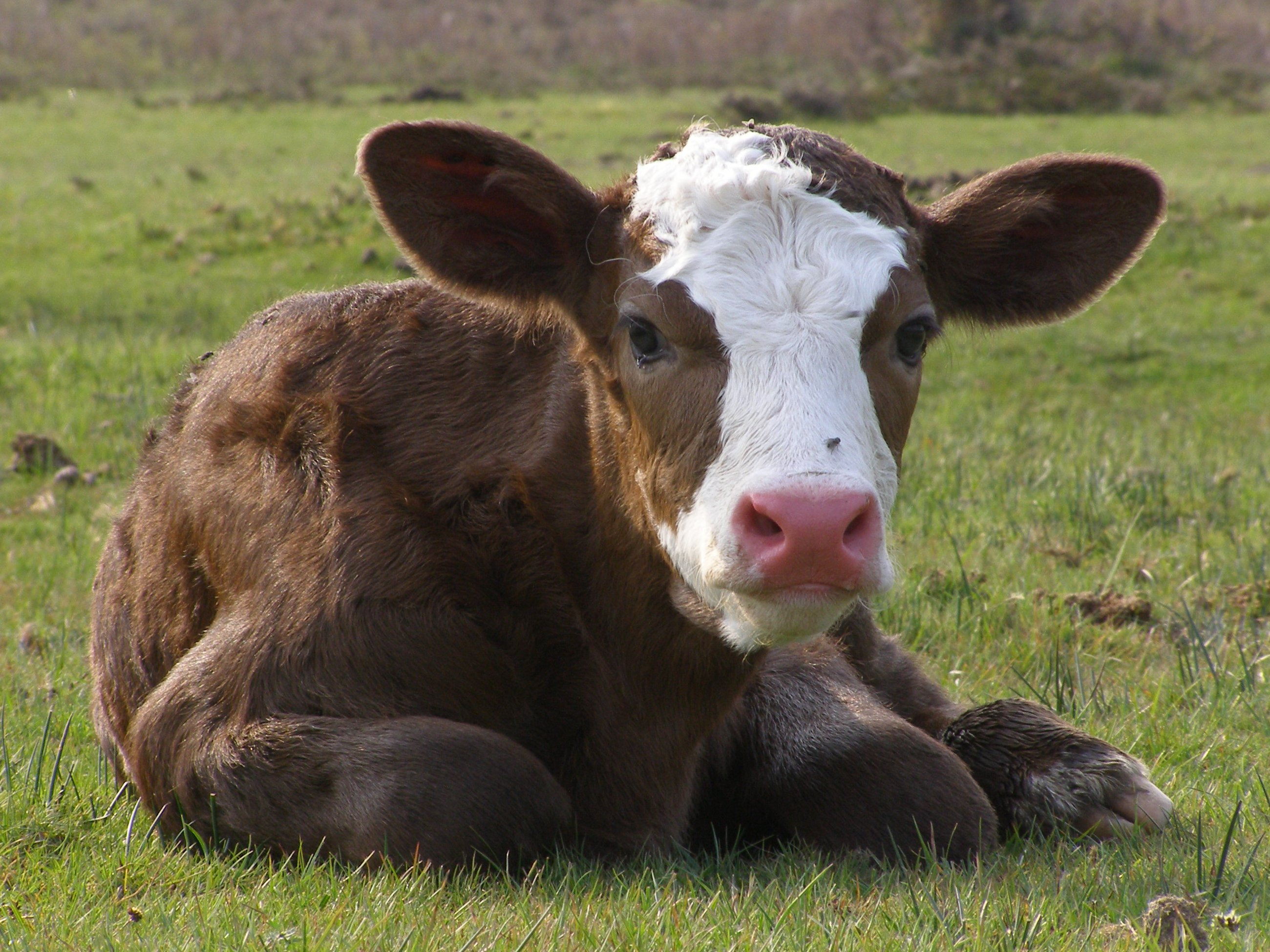
英格兰新森林国家公园中的一只牛犊

牛犊（英語：calf）即小牛，是指幼年的家牛。牛犊既可能被饲养成为成年家牛，也可能会被杀，肉做成小牛肉，牛皮取下作其他用途。

## 早期发育

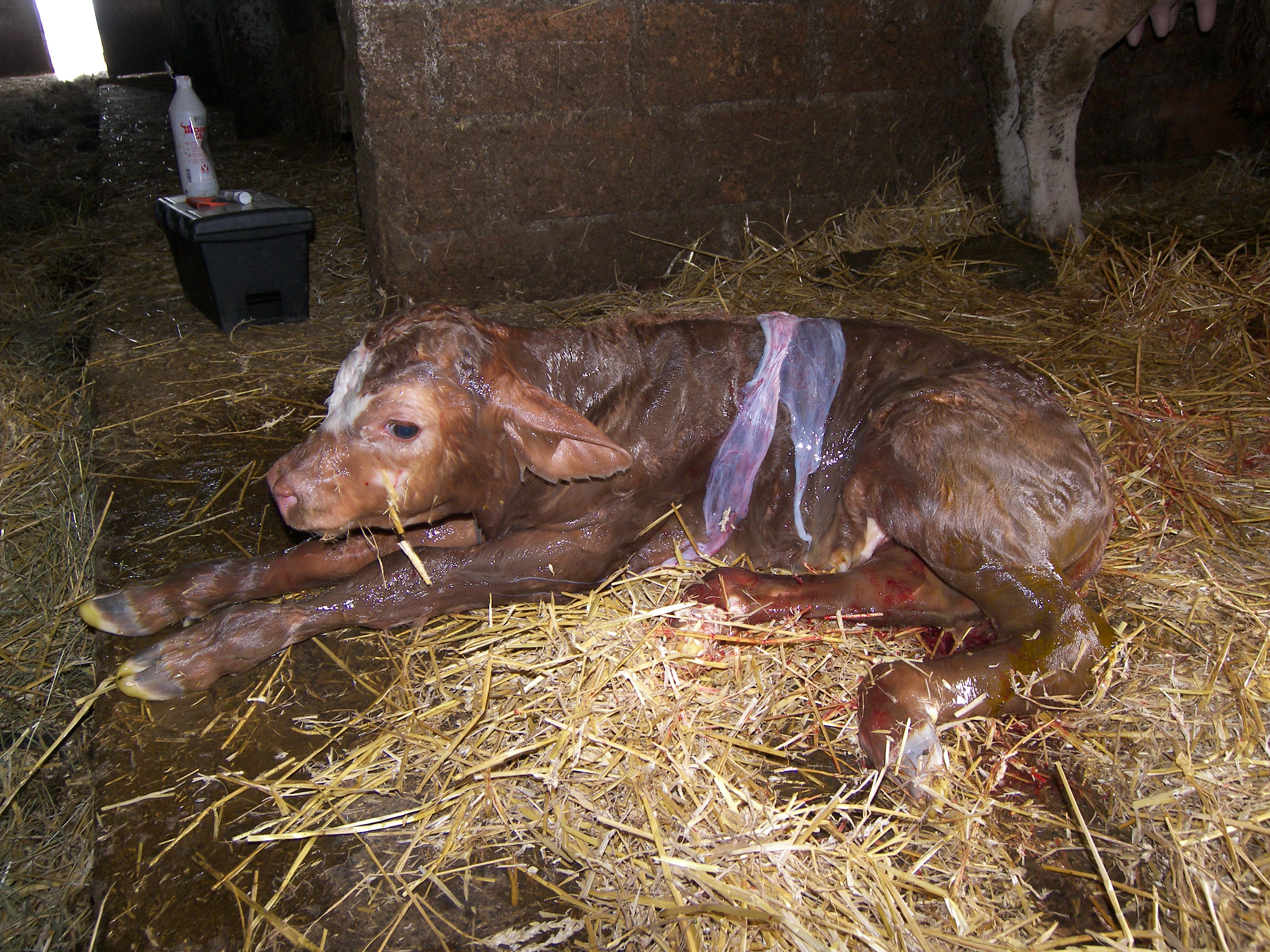
新生牛犊

小牛可由自然的方法诞下，也可通过人工授精或者胚移植的方法人工培育。